# Uduba
Uduba is een geslacht van spinnen uit de familie Udubidae.

## Soorten[1]
- Uduba andriamihajai Griswold, Ubick, Ledford & Polotow, 2022
- Uduba balsama Griswold, Ubick, Ledford & Polotow, 2022
- Uduba barbarae Griswold, Ubick, Ledford & Polotow, 2022
- Uduba dahli Simon, 1903
- Uduba danielae Griswold, Ubick, Ledford & Polotow, 2022
- Uduba evanescens (Dahl, 1901)
- Uduba fandroana Griswold, Ubick, Ledford & Polotow, 2022
- Uduba fisheri Griswold, Ubick, Ledford & Polotow, 2022
- Uduba funerea Simon, 1906
- Uduba goodmani Griswold, Ubick, Ledford & Polotow, 2022
- Uduba hainteny Griswold, Ubick, Ledford & Polotow, 2022
- Uduba halabe Griswold, Ubick, Ledford & Polotow, 2022
- Uduba heliani Griswold, Ubick, Ledford & Polotow, 2022
- Uduba hiragasy Griswold, Ubick, Ledford & Polotow, 2022
- Uduba ibonia Griswold, Ubick, Ledford & Polotow, 2022
- Uduba ida Griswold, Ubick, Ledford & Polotow, 2022
- Uduba irwini Griswold, Ubick, Ledford & Polotow, 2022
- Uduba jayjay Griswold, Ubick, Ledford & Polotow, 2022
- Uduba kavanaughi Griswold, Ubick, Ledford & Poloto, 2022
- Uduba lakroa Griswold, Ubick, Ledford & Polotow, 2022
- Uduba lamba Griswold, Ubick, Ledford & Polotow, 2022
- Uduba lavitra Griswold, Ubick, Ledford & Polotow, 2022
- Uduba lehibekokoa Griswold, Ubick, Ledford & Polotow, 2022
- Uduba madagascariensis (Vinson, 1863)
- Uduba milamina Griswold, Ubick, Ledford & Polotow, 2022
- Uduba orona Griswold, Ubick, Ledford & Polotow, 2022
- Uduba platnicki Griswold, Ubick, Ledford & Polotow, 2022
- Uduba pseudoevanescens Griswold, Ubick, Ledford & Polotow, 2022
- Uduba rajery Griswold, Ubick, Ledford & Polotow, 2022
- Uduba rakotofrah Griswold, Ubick, Ledford & Polotow, 2022
- Uduba rakotozafy Griswold, Ubick, Ledford & Polotow, 2022
- Uduba rinha Griswold, Ubick, Ledford & Polotow, 2022
- Uduba salegy Griswold, Ubick, Ledford & Polotow, 2022
- Uduba sarotra Griswold, Ubick, Ledford & Polotow, 2022
- Uduba schlingeri Griswold, Ubick, Ledford & Polotow, 2022
- Uduba taralily Griswold, Ubick, Ledford & Polotow, 2022
- Uduba valiha Griswold, Ubick, Ledford & Polotow, 2022
- Uduba volana Griswold, Ubick, Ledford & Polotow, 2022
- Uduba woodae Griswold, Ubick, Ledford & Polotow, 2022